# Культура ладьевидных топоров

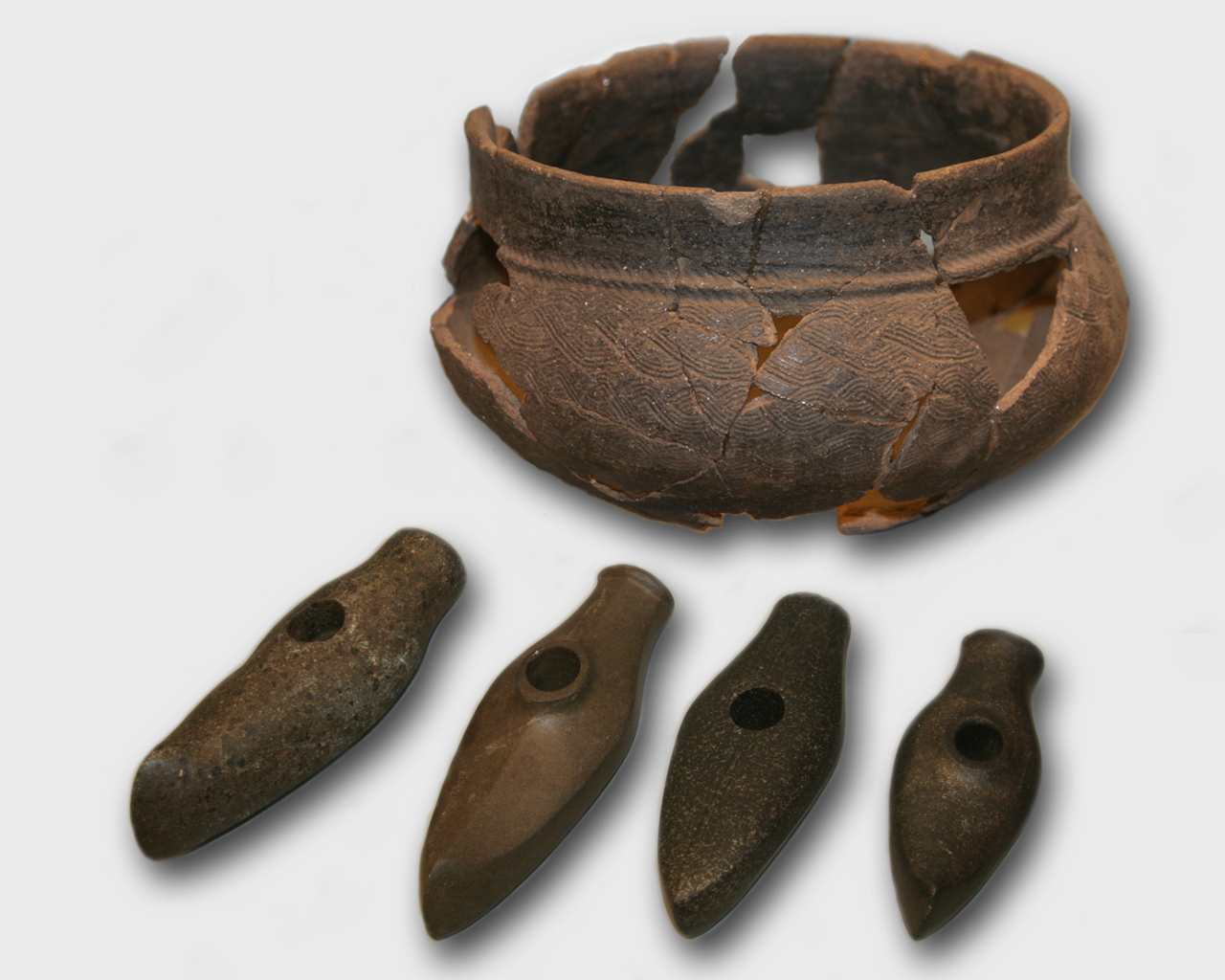
Ладьевидные топоры и керамика с территории Эстонии, 2000 лет до н. э.

Культура ладьевидных топоров — одна из неолитических культур боевых топоров, располагавшаяся на территории Швеции, Норвегии, Финляндии и Эстонии со 2-й половины III тыс. до н. э. до середины II тыс. до н. э.
Основными памятниками культуры являются погребения с захоронениями людей в скорченном положении. Вместе с покойником в могиле захоранивались глиняные сосуды со шнуровым и гребенчатым орнаментом, а также шлифованные кремнёвые рабочие и сверлёные каменные боевые топоры, луки и стрелы с кремнёвыми наконечниками и некоторые другие кремнёвые орудия. По топорам особой формы, напоминающей ладью, культура и получила своё название.